# Ogan (ort)
Ogan är en småort i Södertälje kommun, belägen vid sjön Ogans östra strand i Överjärna socken.